# Cresta sagital

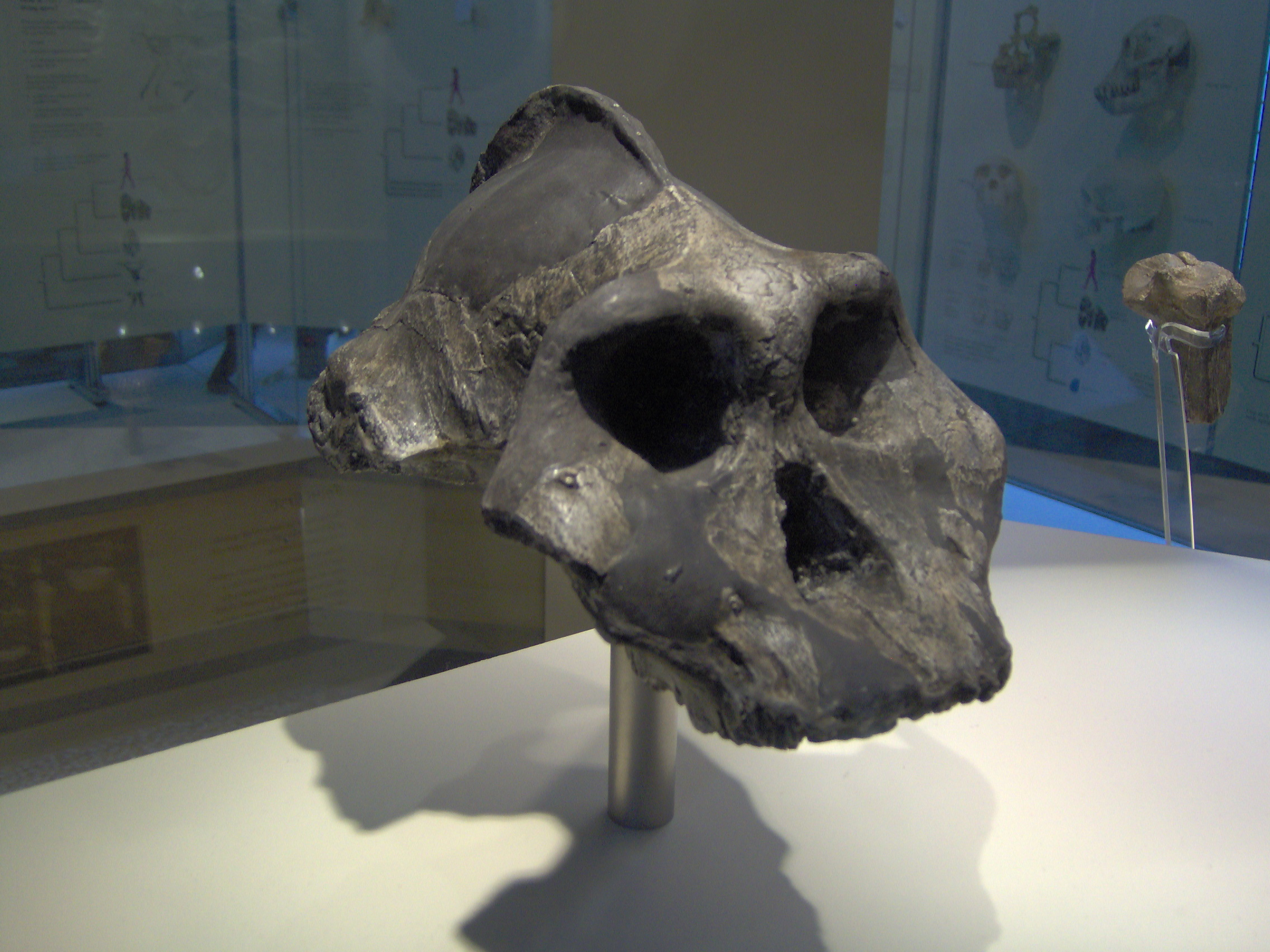
Rèplica de crani de Paranthropus aethiopicus

Una cresta sagital és una protuberància òssia que recorre la part superior del crani, passant-hi pel mig (a la sutura sagital). La presència d'aquesta protuberància indica una excepcional força dels músculs de la mandíbula, ja que la cresta sagital serveix principalment per a la inserció del múscul temporal, que és un dels principals músculs masticatoris. El desenvolupament d'aquesta cresta se suposa que està relacionat amb el desenvolupament del mateix múscul. Aquestes crestes solen trobar-se en cranis d'animals amb una mossegada poderosa, tals com el goril·la, el lleó o el gos. Entre alguns animals extints que en posseïen, hi havia dinosaures com el tiranosaure i homínids com l'australopitec.